# Áno Tripódo
Áno Tripódo, en grec moderne : Άνω Τριπόδο, est un village du dème de Mylopótamos, en Crète, en Grèce. Selon le recensement de 2011, la population d'Áno Tripódo compte 68 habitants. Il est situé à une altitude de 380 m, à une distance de 30,5 km de Réthymnon.